# Documents
Documents, vollständiger Titel Documents: Doctrines, Archéologie, Beaux-Arts, Ethnographie, war eine französischsprachige Zeitschrift des Surrealismus. Sie wurde von April 1929 bis Januar 1931 mit 15 Ausgaben von Georges Bataille in Paris herausgegeben. In der Künstlerzeitschrift wurden größtenteils Foto-Essays mit literarischen Originaltexten veröffentlicht.

## Geschichte
Die Zeitschrift wurde von dem einflussreichen Pariser Kunsthändler und Herausgeber der Gazette des Beaux-Arts Georges Wildenstein (1892–1963), einem Mäzen der Surrealisten, finanziert. Documents verzeichnete insgesamt elf Redaktionsmitglieder inklusive Wildenstein in der fünften Ausgabe. Georges Bataille fungierte als „Generalsekretär der Publikation“, zeichnete weitgehend für die Konzeption und Gestaltung verantwortlich und ist im Impressum als Chefredakteur und gemeinsam mit Georges-Henri Rivière als Herausgeber genannt, Michel Leiris wird als Redaktionsassistent aufgeführt. Weitere Initiatoren der Zeitschrift waren Carl Einstein, Jean Babelon vom Münzkabinett der Pariser Bibliothèque Nationale sowie der Textilindustrielle und Sammler Gottlieb Friedrich Reber.
Bataille bezeichnete das zu 15 Francs erhältliche Heft als eine „Kriegsmaschine gegen anerkanntes Gedankengut“ und war bestrebt, eine Vielzahl surrealistischer Dissidenten, die entweder von sich aus mit dem Surrealismus des André Breton gebrochen hatten oder von ihm aus der Bewegung ausgestoßen worden waren, zusammenzubringen. Archäologen, Ethnologen, Kunsthistoriker, bildende Künstler und Literaten wie Michel Leiris, Georges Limbour, André Masson oder Joan Miró veröffentlichten nunmehr hier ihre Gedanken, Texte oder Werke. Die intellektuellen Artikel wurden von Fotografien flankiert, die zum Teil skurrile, manchmal makabre Sujets beinhalteten, wie die Schlachthofserie von Eli Lotar oder die dem Text Batailles Le gros orteil (Der große Zeh) gegenübergestellten Reproduktionen der großen Zehen seiner Freunde (zwei männliche, eine weibliche Zehe), fotografiert von Jacques-André Boiffard (Nr. 6, 1929)  mit dem Kommentar, „[…] daß der Fuß deshalb von Tabus umgeben und Gegenstand eines erotischen Fetischismus ist, weil er dem Menschen, dessen Füße im Schlamm stehen und dessen Kopf sich zum Himmel erhebt, in Erinnerung ruft, daß sein Leben nur ‚ein Hin und Her ist vom Dreck zum Ideal und vom Ideal wieder zum Dreck‘“. Bataille bezog sich dabei auf Le Fétichisme dans l’Amour des Psychologen Alfred Binet.
Insgesamt zeigte die Zeitschrift häufig Abbildungen mit fetischistisch-sadomasochistischem Bezug, wie Boiffards unbetiteltes Porträt einer Frau mit Ledermaske zu Leiris’ Beitrag Le Caput Mortuum ou la Femme de l’Alchimiste (Nr. 8, 1930)  und weitete dies in essayhaften Aufbereitungen religiöser, magischer und kultischer Riten aus. Batailles Faszination für das Abnorme und Zerstörerische, die er mit Hans Bellmer teilte, zeigt sich in der Abbildung der mehrarmigen Hindu-Göttin Kali als blutrünstiges Monster in Documents im Dezember 1930. Mit dieser abgründig-düsteren, von Angst, Brutalität, Deformation, Schmerz oder Tod durchzogenen Ästhetik konterkarierte Bataille gezielt Bretons Auffassung von surrealistischer Kunst, die ihm schwächlich und verlogen erschien.
Obwohl die Fotografien neben literarischen Originaltexten den Hauptteil der Zeitschrift ausmachten, wurden in Documents auch Werke bildender Künstler wie Hans Arp, Salvador Dalí, Max Ernst, Alberto Giacometti, Paul Klee mit einem Artikel von Georges Limbour in Band 1 / 1929, Nr. 1, Fernand Léger, Joan Miró und Pablo Picasso vorgestellt. Die Sonderausgabe Nr. 3 vom April 1930 war beispielsweise durch eine Hommage à Picasso vollständig Picasso gewidmet, für die sogar der Soziologe Marcel Mauss einen Beitrag geschrieben hatte.
In der letzten Nummer (Nr. 15, 1931) widmete Bataille Vincent van Gogh einen umfangreichen Artikel, in welchem er eine Verbindung zwischen dem abgeschnittenen Ohr und dem Thema der Sonne herstellt, „das im Werk des Malers in bald offener, bald versteckter Form gegenwärtig ist.“

## Ausstellung
Die Hayward Gallery im Londoner Southbank Centre zeigte 2006 die Ausstellung Undercover Surrealism, die das Werk Georges Batailles und insbesondere dessen Zeitschrift Documents zum Thema hatte.

## Abbildungen
1. ↑  Jacques-André Boiffard: Le Gros Orteil (Memento des Originals vom 17. Februar 2012 im Internet Archive)  Info: Der Archivlink wurde automatisch eingesetzt und noch nicht geprüft. Bitte prüfe Original- und Archivlink gemäß Anleitung und entferne dann diesen Hinweis., Documents, 1930, Nr. 8
2. ↑  Jacques-André Boiffard: Untitled/Le Caput Mortuum ou la Femme de l’Alchimiste, Documents, 1930, Nr. 8